# Utinga francai
Utinga francai är en tvåvingeart som beskrevs av Wilcox, Papavero och Therezinha Pimentel 1989. Utinga francai ingår i släktet Utinga och familjen Mydidae. Inga underarter finns listade i Catalogue of Life.